# Tullnerbach
Tullnerbach osztrák mezőváros Alsó-Ausztria St. Pölten-i járásában. 2024 januárjában 2951 lakosa volt. 

## Elhelyezkedése

Tullnerbach a Sankt Pölten-i járásban

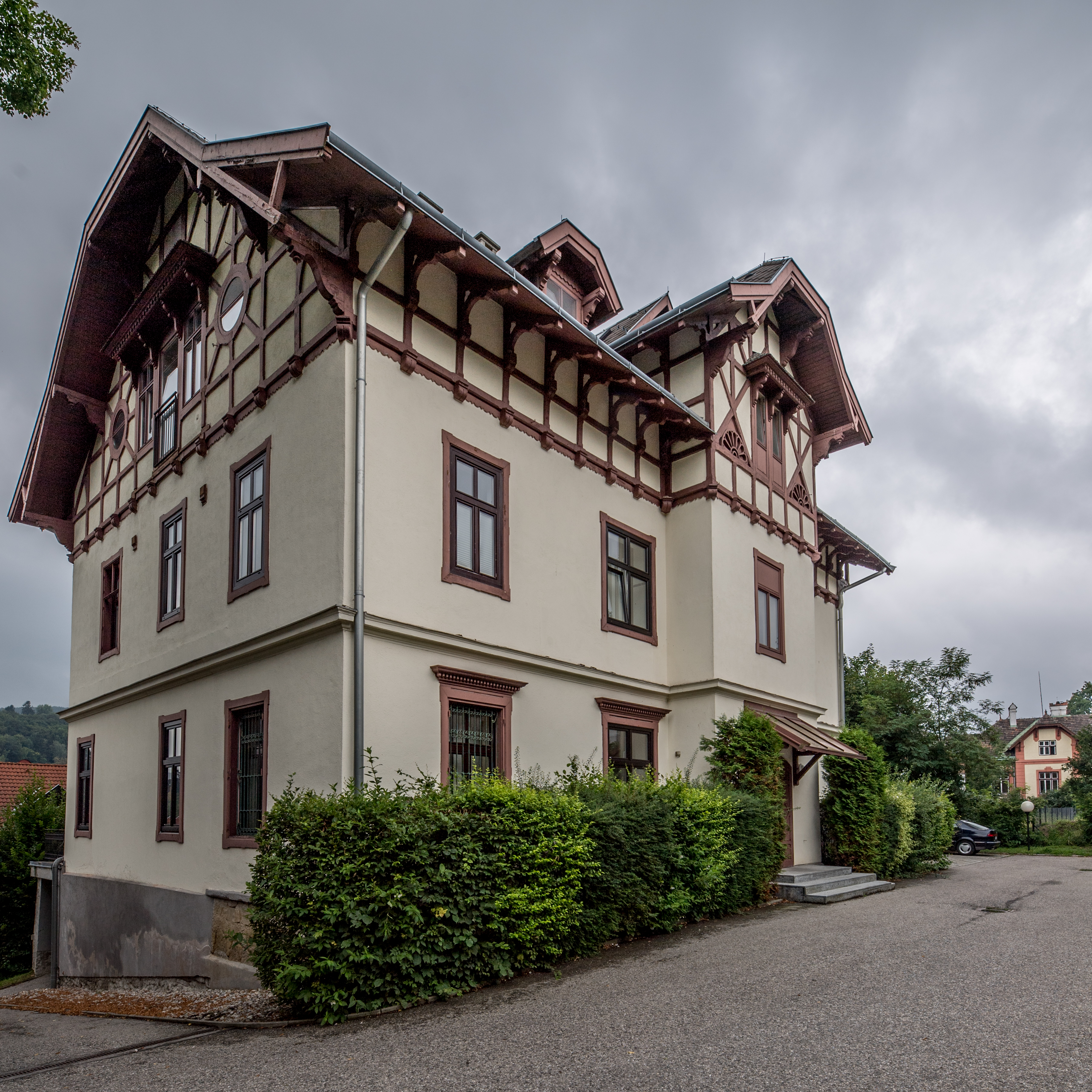
Századfordulós villa

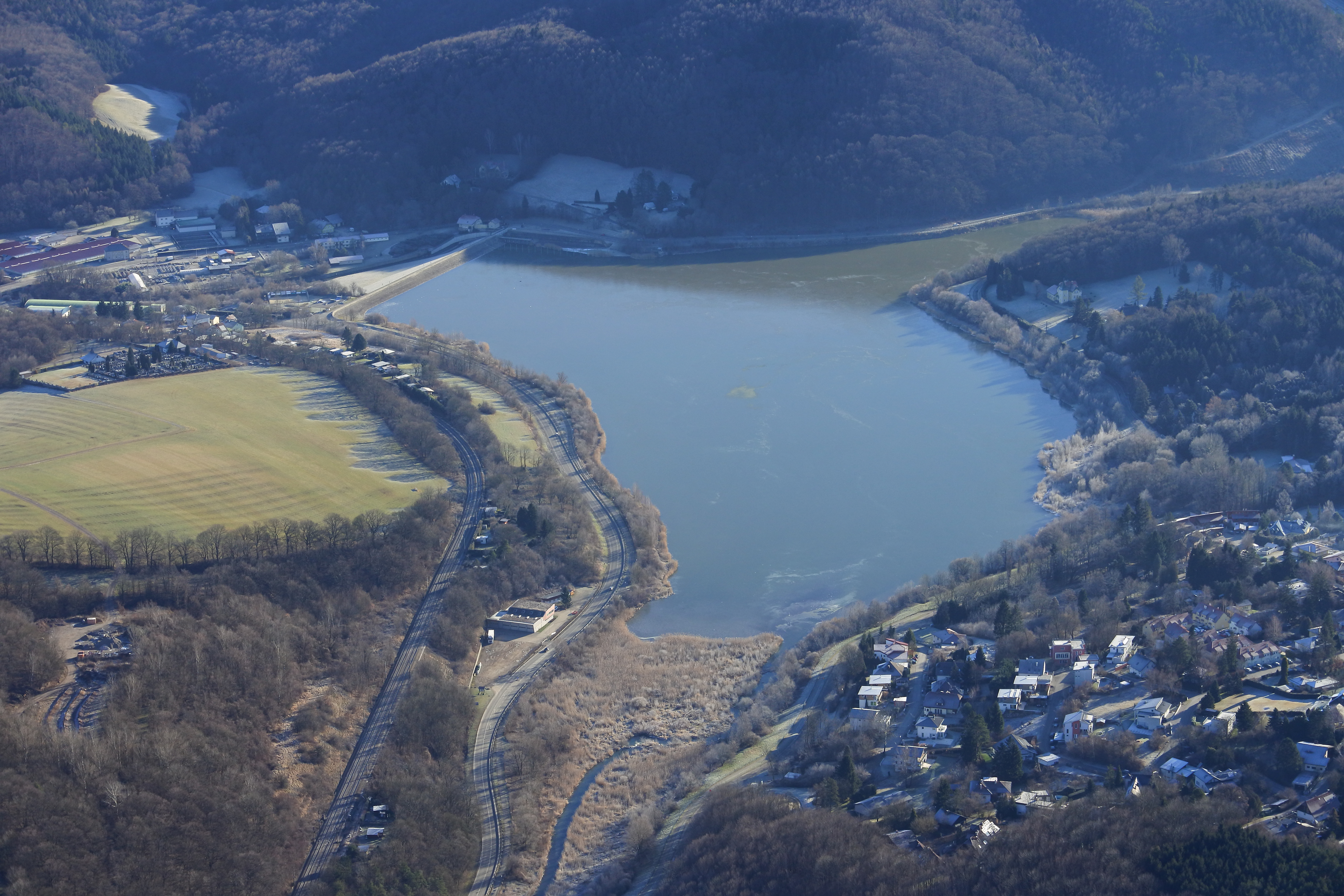
A Wienerwaldsee

Tullnerbach a tartomány Industrieviertel és Mostviertel régióinak határán fekszik, a Bécsi-erdőben, a Wien folyó mentén. Fontos folyóvize még a Tullnerbach patak, amely részben keleti határát alkotja. Legfontosabb állóvize a Wienerwaldsee. Területének 72,5%-a erdő, 15,1% áll mezőgazdasági művelés alatt. Az önkormányzat 3 települést egyesít: Irenental (915 lakos 2024-ben), Tullnerbach-Lawies (1687) és Untertullnerbach (349).  
A környező önkormányzatok: északra Sieghartskirchen, északkeletre Gablitz, keletre Purkersdorf, délnyugatra Pressbaum.

## Története
Tullnerbachot csak 1565-ben említik először, amikor II. Miksa császár elrendelte a Bécsi-erdő felmérését. Tulnerbach szolgáltatta a Hofburg tűzifaigényét, ami napi 600-700 öl fára rúgott. A falu kis favágótelepülésekből és elszórt tanyákból jött létre. Lawies-t 1635-ben említik először Labiwießen néven. A 17. század közepétől az Alpokból és Dél-Németországból származó favágók telepedtek le itt. Bécs 1683-as török ostromakor a település elpusztult. 
Az 1848-as forradalmat követően megszűnt a feudális birtokrendszer és a Habsburgok Bécsi-erdei erdőuradalmát felügyelő hivatalt is feloszlatták. Az Erzsébet császárné-vasút (később Westbahn) 1858-as megnyitásával a Bécsi-erdő kis falvai gyors fejlődésnek indultak, a térség a bécsiek kedvenc üdülőhelyévé vált. Tullnerbach 1873-ban levált Pressbaumról, és önálló község lett. 1884-ben megkezdték a Wien folyó szabályozását és létrehozták a Wienerwaldsee víztározót. 1901-ben Wilhelm Kress a tavon próbálta ki  siklórepülőjét, hogy első osztrákként a levegőbe emelkedjék. A szerkezet felborult és elsüllyedt, de Kresst időben kimentették.  
Az 1938-as Anschluss után a környező községek beolvasztásával létrehozták Nagy-Bécset. Tullnerbach éppen nem került a fővároshoz, amelynek határát a Tullnerbach pataknál húzták meg. AZ önkormányzatot 1973-ban mezővárosi rangra emelték. 2017-ig a Bécskörnyéki járáshoz tartozott, annak megszűnése óta a St. Pölten-i járás része. 

## Lakosság
A tullnerbachi önkormányzat területén 2024 januárjában 2951 fő élt. Lakosságszáma az 1970-as évekig 1700 körül volt, majd a Bécsből kiköltözők miatt gyors gyarapodásnak indult. 2022-ben az ittlakók 86,8%-a volt osztrák állampolgár; a külföldiek közül 3,1% a régi (2004 előtti), 5% az új EU-tagállamokból érkezett. 2,6% a volt Jugoszlávia (Horvátország és Szlovénia kivételével) vagy Törökország; 2,4% egyéb ország polgára volt. 2001-ben a lakosok 67,2%-a római katolikusnak, 6,3% evangélikusnak, 2,6% ortodoxnak, 1% mohamedánnak, 19,1% pedig felekezeten kívülinek vallotta magát. Ugyanekkor 14 magyar élt a mezővárosban; a legnagyobb nemzetiségi csoportokat a németek (91,2%) mellett a szerbek (1,8%) és a  horvátok (1,1%) alkották. 
A népesség változása:

| 2016 | 2 768 |
| 2018 | 2 782 |

## Látnivalók
- az irenentali Maria Schnee-plébániatemplom
- Monarchia-kori villák
- a 15. századi Sancta Maria in Paradyso kolostor romjai
- a Wienerwaldsee

## Testvértelepülések
- Dorfprozelten, Németország (1974)

## Fordítás
- Ez a szócikk részben vagy egészben  a   Tullnerbach című német Wikipédia-szócikk ezen változatának fordításán alapul.  Az eredeti cikk szerkesztőit annak laptörténete sorolja fel. Ez a jelzés csupán a megfogalmazás eredetét és a szerzői jogokat jelzi, nem szolgál a cikkben szereplő információk forrásmegjelöléseként.